# Zamek w Rydzynie
Zamek Królewski w Rydzynie – zabytkowy zamek  w Rydzynie zarządzany przez Stowarzyszenie Inżynierów i Techników Mechaników Polskich jako hotel i centrum konferencyjne.
Obiekt znajduje się przy placu Zamkowym 1. Z powierzchnią 42,5 tys. m² jest największym zamkiem w Wielkopolsce.

## Historia
Pierwotny gotycki zamek Rydzyńskich z lat 1403-22 został zbudowany przez Jana z Czerniny herbu Wierzbna na sztucznej wyspie i przetrwał niecałe dwa stulecia, aż do najazdu Szwedów. Składał się z budynku mieszkalnego od południa, budynku gospodarczego od wschodu oraz muru z wieżą bramną od północy otoczony szeroką fosą.
W latach 1685–1695, częściowo na jego murach, wzniesiono barokową rezydencję Leszczyńskich herbu Wieniawa według projektu królewskiego architekta Józefa Szymona Bellottiego lub Pompeo Ferrariego. Już wówczas zamek uzyskał formę czterokondygnacyjnego, czteroskrzydłowego założenia z wewnętrznym dziedzińcem i czterema basztami na narożach. Dekorację wnętrz zrealizował Michelangelo Palloni. W zamkowym teatrze w 1687 odbyła się polska premiera komedii Moliera Mieszczanin szlachcicem. Około 1700 (1698?) z inicjatywy Stanisława Leszczyńskiego dokonana została przebudowa zamku według projektu Pompeo Ferrariego, specjalnie sprowadzonego przez Leszczyńskich z Rzymu. Na wzór projektów Berniniego (Palazzo Barberini, przebudowa Luwru) przebudował on zachodnie skrzydło zamku, tworząc wyrazistą oś z rynkiem miasta.
Wówczas powstała dwupiętrowa sala balowa. W 1707 zamek płonął. Stanisław Leszczyński po nieudanej reelekcji sprzedał w 1736 lub 1738 Rydzynę Aleksandrowi Sułkowskiemu, stronnikowi Augusta III. Kolejna przebudowa, dokonana już dla Sułkowskich, miała miejsce w latach 1742–1745. Śląski architekt Karol Marcin Frantz, początkowo realizując koncepcje Pompeo Ferrariego, zmienił wystrój elewacji na rokokowy, założył nowe dachy i hełmy na basztach. Frantz przebudował także salę balową, w której znalazł się plafon śląskiego malarza Georga Wilhelma Neunhertza z 1745 przedstawiający apoteozę zaślubin Aleksandra Józefa Sułkowskiego z Aleksandrą Przebendowską (bogowie olimpijscy składający hołd połączonym herbom Sułkowskich i Przebendowskich). W dalszych latach Frantz realizował już własne pomysły, m.in. ok. 1750 stworzył dodatkową oś od strony północnej poprzez wzniesienie okazałych budynków stajni, wozowni i oficyn. W samym zamku, w skrzydle północnym, dodał środkowy ryzalit, stanowiący wejście do głównej klatki schodowej oraz wybudował kamienny most łączący wejście z owalnym placem przed budynkami gospodarczymi. Z tego samego okresu (1752) pochodzą kamienne sfinksy Jana Rimplera
Architektem ostatniej większej przebudowy z lat 1783–1796 był Ignacy Graff wraz z Dominikiem Merlinim. Przebudowano wtedy salę balową, a także oficyny i budynki gospodarcze. W latach 1916–1918 obiekt gościł niemiecki obóz jeniecki. W latach 1927–1928 (pod kierunkiem Stefana Cybichowskiego) adaptowano budynek na potrzeby gimnazjum.
Nad balkonem nad wejściem głównym  od strony północnej herb Sulima Aleksandra Józefa Sułkowskiego.
Od 1928 do wybuchu wojny w 1939 zamek był siedzibą eksperymentalnej szkoły Gimnazjum i Liceum im. Sułkowskich, prowadzonej przez istniejącą od 1924 Fundację Sułkowskich pod dyrekcją Tadeusza Łopuszańskiego. Uczniem tego gimnazjum był m.in. Franciszek Walicki, dziennikarz muzyczny, publicysta, autor tekstów piosenek, działacz kulturalny, współtwórca wielu zespołów muzycznych i także kompozytor.
W latach okupacji w zamku mieściła się szkoła Hitlerjugend z internatem.
W 1945, bezpośrednio po wkroczeniu żołnierzy Armii Czerwonej, zamek został przez nich ograbiony i spalony do gołych murów. Odbudowa do stanu surowego dokonana została w latach 1950-1965. Później zamek został przekazany Stowarzyszeniu Inżynierów i Techników Mechaników Polskich. Nowy właściciel przeprowadził w latach 1972–1977 rekonstrukcję konserwatorską niektórych wnętrz, przeznaczając budynek na hotel z funkcjami konferencyjną i gastronomiczną, którą to rolę zamek pełni do dziś. Poza działalnością hotelarską, SIMP organizuje w zamku w Rydzynie różnorodne wydarzenia edukacyjne i kulturalne, w tym konferencje naukowe, szkolenia dla inżynierów oraz warsztaty związane z dziedzictwem kulturowym i technicznym regionu. Na uwagę zasługuje dwukondygnacyjna sala balowa z 22 kolumnami korynckimi oraz wielkim plafonem zrekonstruowanym na podstawie fotografii. Przedstawia apoteozę ślubu Aleksandra Sułkowskiego z Anną Przebendowską. Autorem oryginału był Georg Wilhelm Neunhertz. Ukoronowaniem prac rekonstrukcji zamku do dawnej świetności było nadanie dyplomu „Europa Nostra” 15 maja 1994. Podczas uroczystości Prezes Rady Naukowej organizacji Europa Nostra, prof. Gianni Perbelinii, wręczył Dyplom Honorowy Przewodniczącemu Rady Głównej SIMP-u.
Hotel „Zamek w Rydzynie” jest przedsiębiorstwem należącym do Stowarzyszenia Inżynierów i Techników Mechaników Polskich – SIMP. 18 grudnia 2023 roku, decyzją Zarządu Głównego SIMP, zamek oficjalnie zmienił nazwę na „Zamek Królewski w Rydzynie”, co podkreśla jego historyczny charakter oraz rangę jako zabytku narodowego.

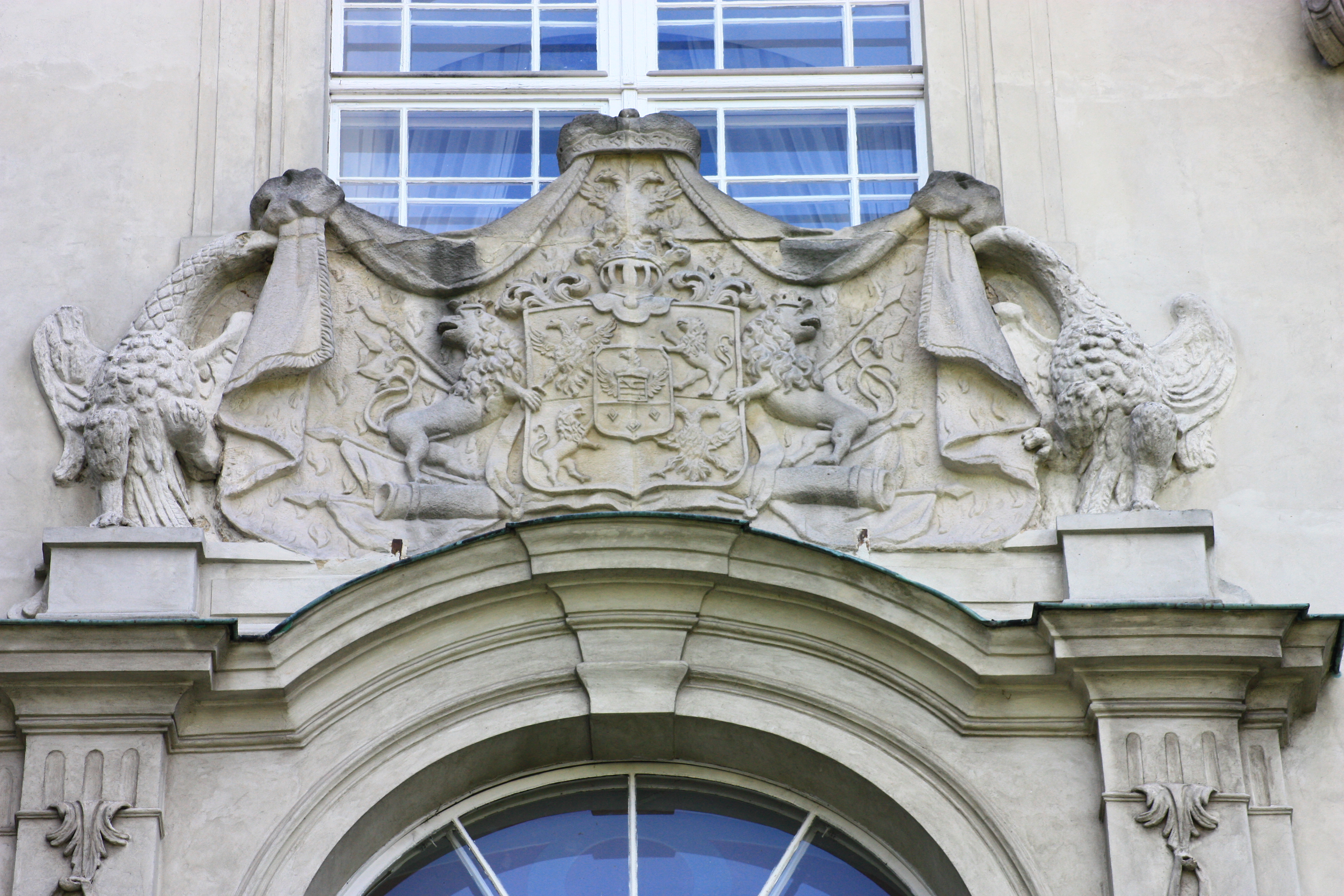
Wejście północne z herbem Sulima
Herb Sułkowskich Sulima
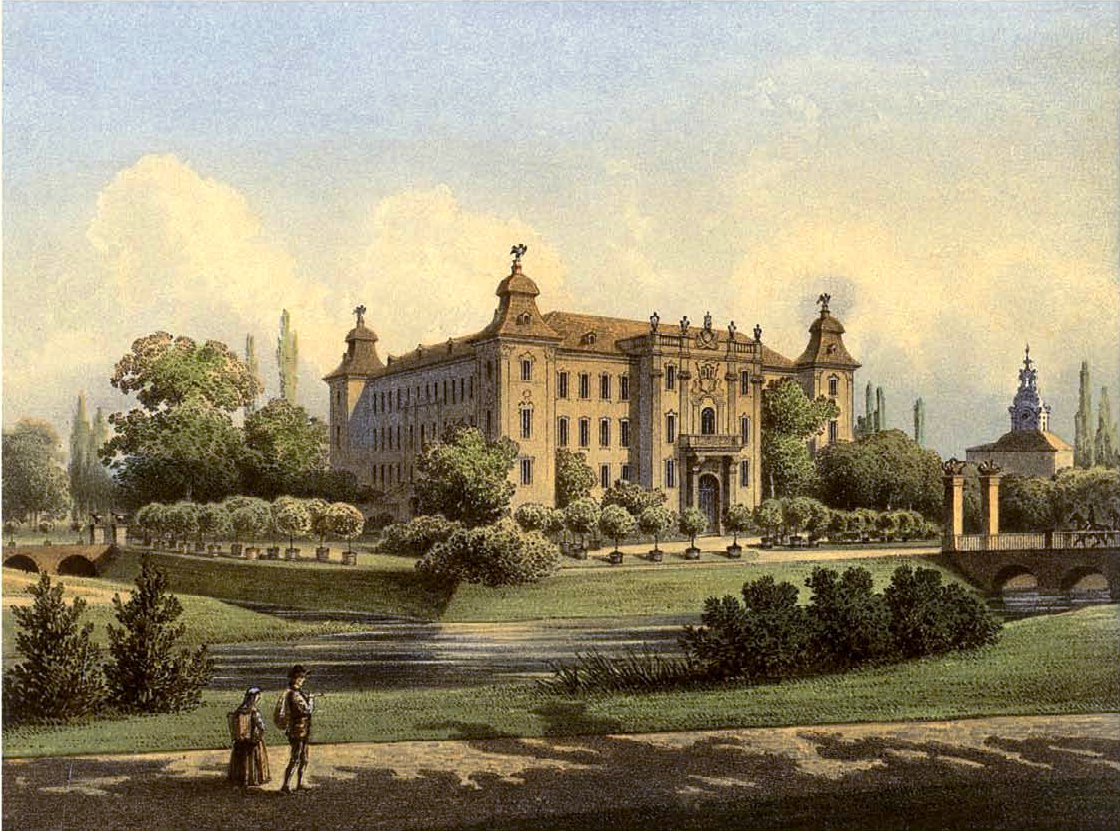
Zamek, XIX w.
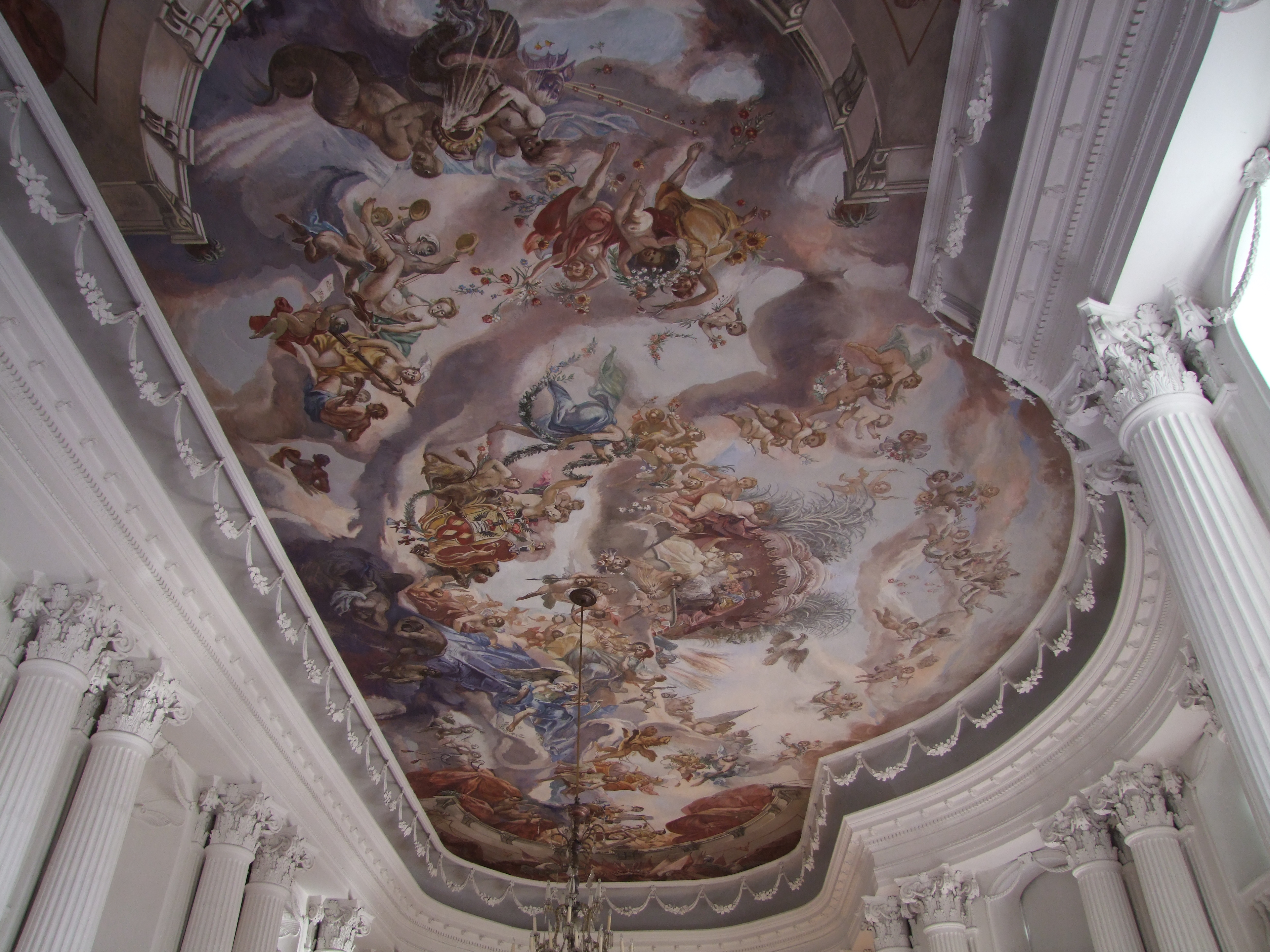
Sala balowa
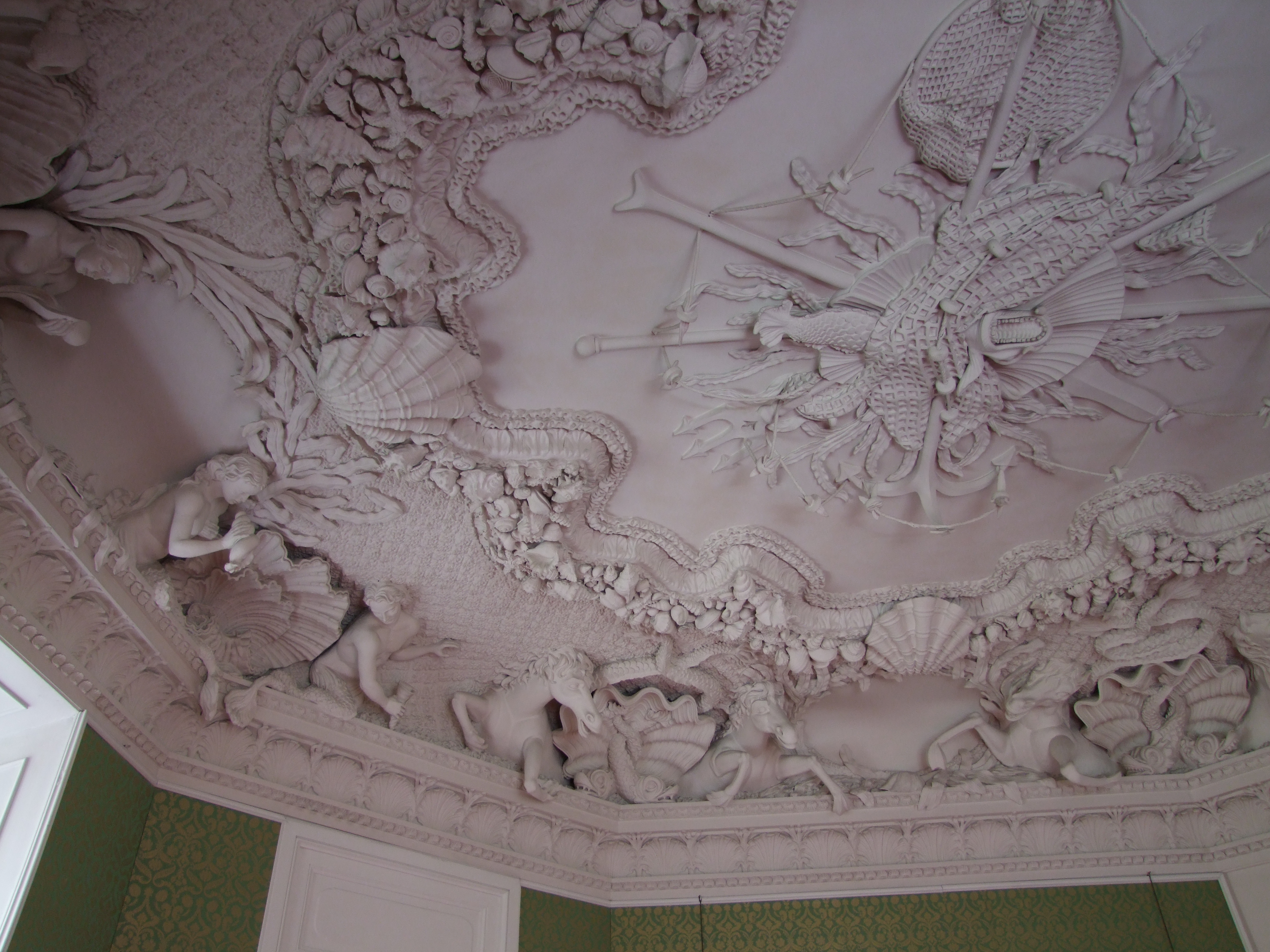
Sala morska
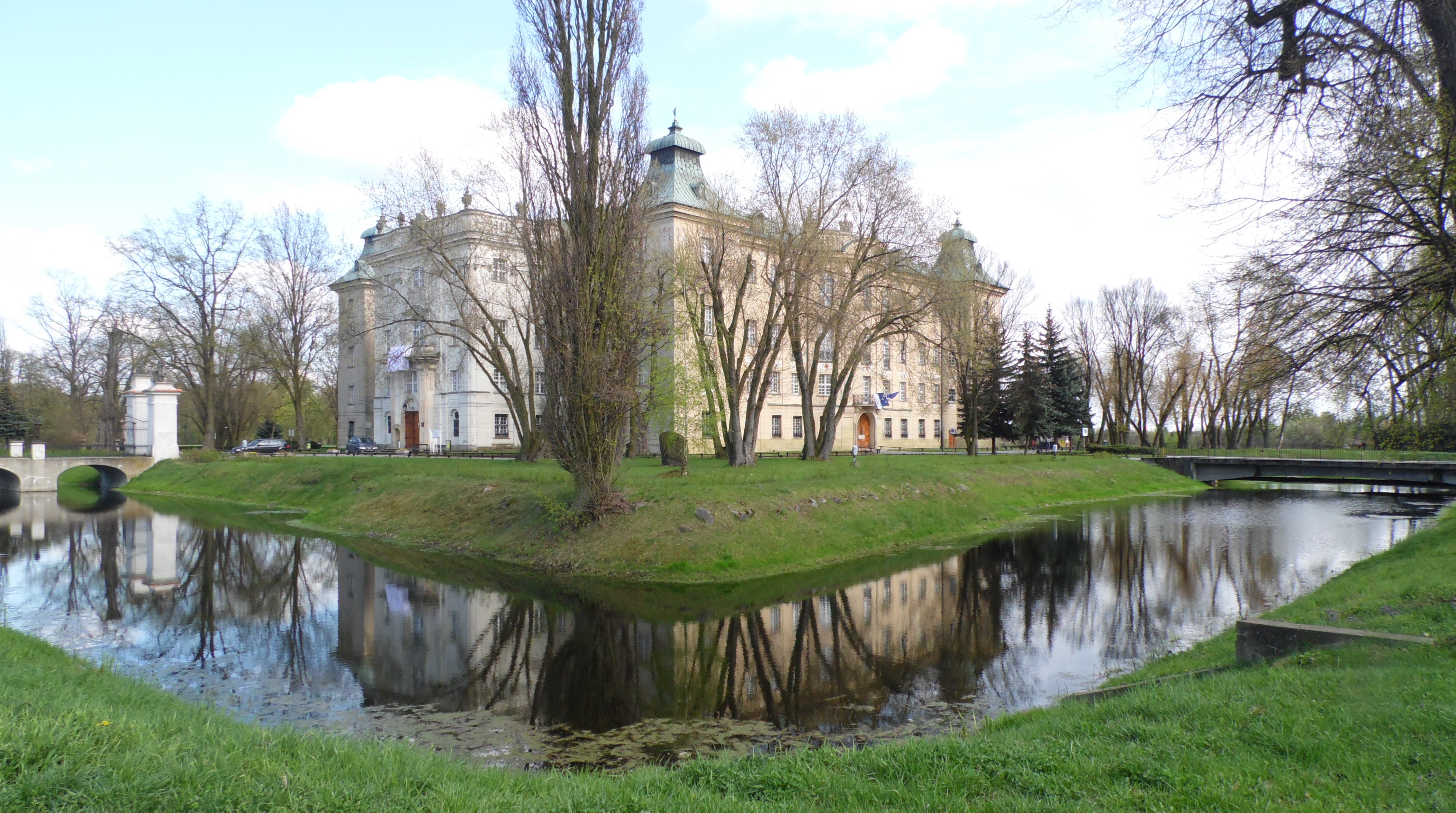
Fosa
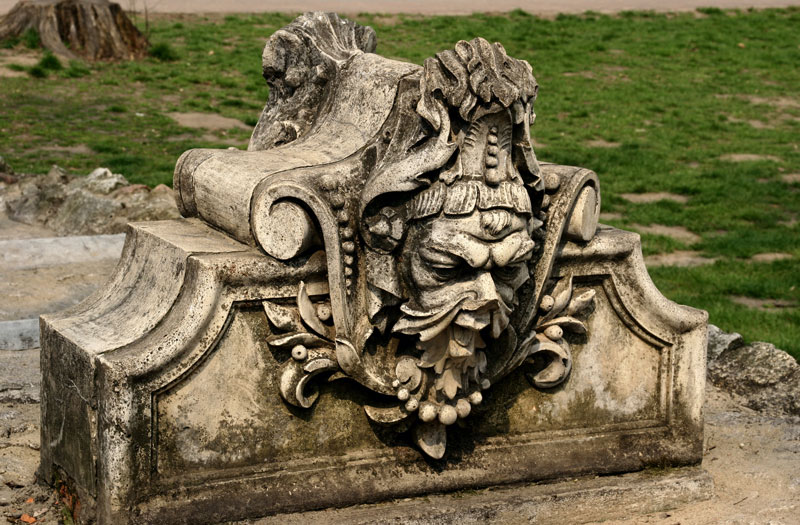
Ruiny kaskady z maszkaronem, park

## Park
Po wschodniej stronie zamku znajduje się park o powierzchni 6,6 hektara, założony w drugiej połowie XVII wieku jako ogród regularny. ark został przebudowany w latach 1783-1785, a ok. 1820 przekształcony na krajobrazowy, w stylu angielskim. W XIX wieku w parku znajdowały się liczne pawilony, w tym pomarańczarnia, pawilon turecki oraz zameczek myśliwski, z których obecnie zachował się jedynie odremontowany pawilon strzelnicy z 1772 roku.

## Legenda
Istnieje legenda, że raz do roku podczas burzliwej nocy na zamku mszę świętą odprawia kościotrup księdza razem z ministrantami. W nabożeństwie tym uczestniczy biała pani, która następnie spowiada się, ale nie otrzymuje rozgrzeszenia, a później widma znikają.